# Campeonatos nacionais de ciclismo em estrada de 2019
Os campeonatos nacionais de ciclismo em estrada de 2019 começaram em janeiro para a Austrália e a Nova Zelândia. A maioria dos campeonatos nacionais de ciclismo acontece nos meses de junho e julho.

## Maillots
O vencedor de cada campeonato nacional veste o maillot com as cores nacionais em todas as corridas na respectiva disciplina, além dos campeonato do mundo da UCI e os Olímpicos, ou então o maillot de leader da classificação de categoria numa corrida por etapas. A maior parte dos maillots de campeonatos nacionais tem a bandeira do país ou as suas cores. Os maillots também podem ter cores desportivas que não derivadas da bandeira nacional, como o verde e dourado das camisolas dos campeonatos nacionais da Austrália.

## Campeões de 2019

### Elites Homens
| País                      | Corrida em linha                                      | Contrarrelógio                                    |
| ------------------------- | ----------------------------------------------------- | ------------------------------------------------- |
| África do Sul             | Daryl Impey (Mitchelton-Scott)                        | Daryl Impey (Mitchelton-Scott)                    |
| Albânia                   | Ylber Sefa (Tarteletto-Isorex)                        | Ylber Sefa (Tarteletto-Isorex)                    |
| Argélia                   | Abderrahmane Bechlaghem (Sovac)                       | Youcef Reguigui (Terengganu)                      |
| Alemanha                  | Maximilian Schachmann (Bora-Hansgrohe)                | Tony Martin (Jumbo-Visma)                         |
| Andorra                   | Sergi Martín (MVK 25-AC Andorrana)                    | Òscar Cabanas (MVK 25-AC Andorrana)               |
| Angola                    | Hélder Silva (BAI-Sicasal-Petro de Luanda)            | Dário António (BAI-Sicasal-Petro de Luanda)       |
| Anguila                   | Joseph Hercules                                       |                                                   |
| Antiga e Barbuda          | Conor Delanbanque                                     | Robert Marsh                                      |
| Argentina                 | Maximiliano Richeze (Deceuninck-Quick Step)           | Juan Pablo Dotti (SEP San Juan)                   |
| Aruba                     | Ruson Gonzalez                                        | Ruson Gonzalez                                    |
| Austrália                 | Michael Freiberg (Pro Racing Sunshine Coast)          | Luke Durbridge (Mitchelton-Scott)                 |
| Áustria                   | Patrick Konrad (Bora-Hansgrohe)                       | Matthias Brändle (Israel Cycling Academy)         |
| Azerbaijão                | Elchin Asadov (Lviv)                                  | Elchin Asadov (Lviv)                              |
| Bahamas                   | Anthony Colebrook                                     | Lorin Sawyer                                      |
| Barbádos                  | Gregory Vanderpool                                    | Joshua Kelly                                      |
| Belize                    | Edgar Arana (Westrac Aliance)                         | Oscar Quiros (Smart)                              |
| Bielorrússia              | Yauhen Sobal (Minsk CC)                               | Yauhen Sobal (Minsk CC)                           |
| Bélgica                   | Tim Merlier (Corendon-Circus)                         | Wout Van Aert (Jumbo-Visma)                       |
| Benin                     | Emmanuel Sagbo (Espoir Vélo Club)                     |                                                   |
| Bermudas                  | Dominique Mayho (VT Construction-Madison)             | Conor White (NCCH-Franklin Templeton Investments) |
| Bolívia                   | Bernardo León (Glas Casa Real Campos de Solana)       | Basilio Ramos                                     |
| Bósnia e Herzegóvina      | Nedžad Mahmić                                         | Vedad Karić (Jedinstvo Tuzla)                     |
| Botsuana                  | Abeng Malete                                          | Abeng Malete                                      |
| Brasil                    | Vitor Zucco (CCB Foundation)                          | André Gohr (Funvic-Pindamonhangaba)               |
| Burkina Faso              | Salfo Bikienga (AS Bessel)                            |                                                   |
| Burundi                   | Obedi Ciza (Buffalo)                                  |                                                   |
| Camboja                   | Kim Chantou                                           |                                                   |
| Canadá                    | Adam de Vos (Rally UHC)                               | Rob Britton (Rally UHC)                           |
| Chile                     | Felipe Peñaloza (CC Chacabuco)                        | José Luis Rodríguez Aguilar (El Construtor)       |
| China                     | Xue Chaohua                                           | Shi Hang (Giant)                                  |
| Chipre                    | Andréas Miltiádis                                     | Andréas Miltiádis                                 |
| Colômbia                  | Óscar Quiroz (Coldeportes-Bicicletas Strongman)       | Daniel Martínez (EF-Education First)              |
| Costa Rica                | Felipe Nystrom (Western Bikewords)                    | Bryan Salgaste (Nestlé-7C-CBZ Asfaltos-Giant)     |
| Croácia                   | Josip Rumac (Androni Giocattoli-Sidermec)             | Josip Rumac (Androni Giocattoli-Sidermec)         |
| Coreia do Sul             | Kim Tido-ro (LX)                                      | Choe Hyeong-min (Geumsan Insam Cello)             |
| Cuba                      | Félix Nodarse (Artemisa)                              | Yans Carlos Arias (Las Tunas)                     |
| Curaçao                   | Manuel Seintje                                        | Manuel Seintje                                    |
| Dinamarca                 | Michael Mørkøv (Deceuninck-Quick Step)                | Kasper Asgreen (Deceuninck-Quick Step)            |
| Emirados Árabes Unidos    | Yousif Mirza (UAE Team Emirates)                      | Yousif Mirza (UAE Team Emirates)                  |
| Equador                   | Jonathan Caicedo (EF-Education First)                 | Jonathan Caicedo (EF-Education First)             |
| Eritreia                  | Natnael Berhane (Cofidis)                             | Amanuel Gebrezgabihier (Dimention Data)           |
| Espanha                   | Alejandro Valverde (Movistar)                         | Jonathan Castroviejo (Movistar)                   |
| Estónia                   | Alo Jakin (Saint Michel-Auber 93)                     | Rein Taaramäe (Total Direct Energy)               |
| Estados Unidos            | Alex Howes (EF-Education First)                       | Ian Garrison (Hagens Berman-Axeon)                |
| Etiópia                   | Negasi Abreha                                         | Tsgabu Grmay (Trek-Segafredo)                     |
| Fiji                      | Jone Takape                                           | Jone Takape                                       |
| Finlândia                 | Arto Vainionpää (Jurvan Voima)                        | Ukko Peltonen (TWD-Länken)                        |
| França                    | Warren Barguil (Arkéa-Samsic)                         | Benjamin Thomas (Groupama-FDJ)                    |
| Geórgia                   | Tornike Khabazi                                       | Tornike Khabazi                                   |
| Grã-Bretanha              | Ben Swift (Ineos)                                     | Alex Dowsett (Katusha-Alpecin)                    |
| Grécia                    | Stylianós Farantákis (Sojasun espoir-ACNC)            | Polychrónis Tzortzákis (Tarteletto-Isorex)        |
| Granada                   | Danny Scott                                           | Danny Scott                                       |
| Guam                      | Dan Aponik                                            |                                                   |
| Guatemala                 | Mardoqueo Vásquez (Cuajo Lua-Universal Foods)         | Manuel Rodas (Decorabaños-AC Quetzaltenango)      |
| Guiana                    | Jamal John (Coco)                                     | Briton John (We Stand United)                     |
| Honduras                  | Cristhian Martínez                                    | Óscar Rodríguez (Delta +A3)                       |
| Hungria                   | Gergely Szarka (Epronex-BSS Oil)                      | Attila Valter (CCC Development)                   |
| Hong Kong                 | Cheung King Lok (HKSI)                                | Fung Ka Hoo (HKSI)                                |
| Ilhas Caimão              | Jerome Ameline                                        | Patrick Harfield                                  |
| Ilhas Virgens Americanas  | Michael Dizon-Bumann                                  | Mark Defour                                       |
| Ilhas Virgens Britânicas  | Zambezi Richardson                                    | Philippe Leroy                                    |
| Índia                     | Punay Pratap                                          | Naveen John                                       |
| Indonésia                 | Jamalidin Novardianto (PGN Road)                      | Aiman Cahyadi (PGN Road)                          |
| Irão                      | Mehdi Sohrabi                                         | Saeid Safarzadeh (Tianyoude Hotel)                |
| Irlanda                   | Sam Bennett (Bora-Hansgrohe)                          | Ryan Mullen (Trek-Segafredo)                      |
| Israel                    | Guy Sagiv (Israel Cycling Academy)                    | Guy Niv (Israel Cycling Academy)                  |
| Islândia                  | Birkir Ingvason                                       | Ingvar Ómarsson (Breiðablik)                      |
| Itália                    | Davide Formolo (Bora-Hansgrohe)                       | Filippo Ganna (Ineos)                             |
| Jamaica                   | Russell Small                                         | Phillip McCatty                                   |
| Japão                     | Shotaro Iribe (Shimano Racing)                        | Nariyuki Masuda (Utsunomiya Blitzen)              |
| Cazaquistão               | Alexey Lutsenko (Team Astana)                         | Alexey Lutsenko (Team Astana)                     |
| Kosovo                    | Blerton Nuha                                          | Sahit Arllati                                     |
| Letónia                   | Toms Skujiņš (Trek-Segafredo)                         | Krists Neilands (Israel Cycling Academy)          |
| Líbano                    | Zaher El Hage                                         | Georges Wadih                                     |
| Lituânia                  | Ramūnas Navardauskas (Delko Marseille Provence)       | Gediminas Bagdonas (AG2R La Mundial)              |
| Luxemburgo                | Bob Jungels (Deceuninck-Quick Step)                   | Bob Jungels (Deceuninck-Quick Step)               |
| Macedônia do Norte        | Andrej Petrovski (Velo-M Termafift)                   | Andrej Petrovski (Velo-M Termafift)               |
| Malásia                   | Nur Amirul Fakhruddin Mazuki (Terrengganu)            | Muhsin Al Redha Misbah (Sapura)                   |
| Mali                      | Yaya Diallo (Sikasso)                                 |                                                   |
| Malta                     | Alex Smyth (Carnegie Caulfield CC)                    | Etienne Bonnello (Greens)                         |
| Marrocos                  | Adil El Arbaoui (CAKC Khénifra)                       | O Mehdi Chokri (Fath Union Sport Rabat)           |
| Maurice                   | Dylan Redy (Faucon Flacq SC-KFC)                      | Christopher Lagane (Faucon Flacq SC-KFC)          |
| México                    | Ignacio Prado (Canel's-Specialized)                   | Luis Villalobos (Aevolo)                          |
| Moldávia                  | Cristian Raileanu (Sapura)                            | Cristian Raileanu (Sapura)                        |
| Mongolia                  | Narankhuu Baterdene (Ferei)                           | Enkhtaivan Bolor-Erdene                           |
| Montenegro                | Danilo Vukčević (BK Džada)                            | Danilo Vukčević (BK Džada)                        |
| Namíbia                   | Alex Miller                                           | Drikus Coetzee (Hollard Life)                     |
| Nicarágua                 | Óscar Hernández (Ecum)                                | José Joel Caballero (Priza)                       |
| Noruega                   | Amund Grøndahl Jansen (Jumbo-Visma)                   | Andreas Leknessund (Uno-X Norwegian Development)  |
| Nova Zelândia             | James Fouché (Wiggins)                                | Patrick Bevin (CCC)                               |
| Uzbekistan                | Muradian Khalmuratov                                  | Muradian Khalmuratov                              |
| Paquistão                 | Abbas Ghulam                                          | Ali Ilyas (Bikestan Cranck Addicts)               |
| Panamá                    | Jorge Castelblanco (Ininco)                           | Christofer Jurado (Aeronaval-Mapiex)              |
| Paraguai                  | Francisco Riveros (Paraguai CC)                       | Víctor Grange (Paraguai CC)                       |
| Países Baixos             | Fabio Jakobsen (Deceuninck-Quick Step)                | Jos van Emden (Jumbo-Visma)                       |
| Peru                      | Royner Navarro                                        |                                                   |
| Filipinas                 | Marcelo Felipe ([[7 Eleven-Cliqq Roadbike Philipines) | Mark Galedo (Celeste Ciclos-Bianchi PH)           |
| Polónia                   | Michał Paluta (CCC Development)                       | Maciej Bodnar (Bora-Hansgrohe)                    |
| Porto Rico                | Abner González (Inteja-Imca-Ridea DCT)                | Luis Molina                                       |
| Portugal                  | José Mendes (Sporting-Tavira)                         | José Gonçalves (Katusha-Alpecin)                  |
| Qatar                     | Marwan Al Jalham (Rasen Adventure Shop)               | Fadhel Al Khater (Rasen Adventure Shop)           |
| República Dominicana      | Geovanny García                                       | Rafael Merán (Aero)                               |
| República Checa           | František Sisr (Elkov-Author)                         | Jan Bárta (Elkov-Author)                          |
| Romênia                   | Vlad Nicolae Dobre (Giotti Victoria-Palomar)          | Serghei Tvetcov (Floyd's Pro Cycling)             |
| Rússia                    | Aleksandr Vlasov (Gazprom-RusVelo)                    | Artem Ovechkin (Terengganu)                       |
| Ruanda                    | Bonaventure Uwizeyimana (Benediction Excel Energy)    | Joseph Areruya (Delko Marseille Provenza)         |
| San Marino                | Marco Pazzini                                         |                                                   |
| São Vincente e Granadinas | Zefal Bailey                                          |                                                   |
| Salvador                  | Vladimir Orellana (Timing4Pro)                        | Dagoberto Joya                                    |
| Senegal                   | Fallou Mbow (VC Abdoulaye Thiam)                      |                                                   |
| Sérvia                    | Andrej Galović (Partizan-Beograd)                     | Ognjen Ilić                                       |
| Seicheles                 | Miguel Mathieu (Adams Cycling Clube)                  |                                                   |
| Singapura                 | Goh Choon Huat (Terengganu)                           | Goh Choon Huat (Terengganu)                       |
| Eslováquia                | Juraj Sagan (Bora-Hansgrohe)                          | Ján Andrej Cully (Dukla Banská Bystrica)          |
| Eslovénia                 | Domen Novak (Bahrain-Merida)                          | Tadej Pogačar (UAE Team Emirates)                 |
| Suécia                    | Lucas Eriksson (Riwal Readynez)                       | Tobias Ludvigsson (Groupama-FDJ)                  |
| Suíça                     | Sébastien Reichenbach (Groupama-FDJ)                  | Stefan Küng (Groupama-FDJ)                        |
| Taiwan                    | Lido Shao-hsuan                                       | Feng Chun-kai (Bahrain-Merida)                    |
| Tanzânia                  | Richard Laizer (Arusha Cycling Clube)                 | Richard Laizer (Arusha Cycling Clube)             |
| Tailândia                 | Jetsada Janluang (Thailand Continental)               | Peerapol Chawchiangkwang (Thailand Continental)   |
| Togo                      | Hamza Assoumanou (Agaza)                              |                                                   |
| Trinidade e Tobago        | Tyler Cole (DPS)                                      | Tyler Cole (DPS)                                  |
| Tunísia                   | Hassen Ben Nasser                                     | Ali Nouisri                                       |
| Turquia                   | Ahmet Örken (Salcano Sakarya BB)                      | Ahmet Örken (Salcano Sakarya BB)                  |
| Ucrânia                   | Andriy Kulyk (Shenzhen Xidesheng)                     | Mark Padun (Bahrain-Merida)                       |
| Uruguai                   | Pablo Anchieri (Carmelo)                              | Jorge Soto (Ciudad del Plata)                     |
| Venezuela                 | Jesús Villegas (Gobernación de Miranda-Trek)          | Orluis Aular (Matrix Powertag)                    |

### Elites Mulheres
| Campeonato nacional  | Campeonato nacional                                     | Campeonato nacional                                         | Campeonato nacional |
| País                 | Corrida de estrada                                      | Contrarrelógio individual                                   |                     |
| -------------------- | ------------------------------------------------------- | ----------------------------------------------------------- | ------------------- |
| Alemanha             | Lisa Brennauer (WNT-Rotor Pro Cycling)                  | Lisa Klein (Canyon-SRAM Racing)                             |                     |
| Argentina            | Carolina Ines Perez                                     | Barbara Malaspina                                           |                     |
| Argélia              | Racha Belkacem Ben Ouanane                              | Aicha Tihar                                                 |                     |
| Austrália            | Sarah Gigante (RoxSolt Attaquer)                        | Grace Brown (Mitchelton-Scott)                              |                     |
| Bahamas              |                                                         | Marla Albury                                                |                     |
| Barbados             | Krissi McKinney                                         | Krissi McKinney                                             |                     |
| Belize               | Kaya Cattouse                                           | Kaya Cattouse                                               |                     |
| Benim                | Chantal Vidognonlonhoue                                 |                                                             |                     |
| Bielorrússia         | Tatsiana Sharakova (Minsk Cycling Club)                 | Tatsiana Sharakova (Minsk Cycling Club)                     |                     |
| Brasil               | Danilas Silva                                           | Tamires Fanny Radatz                                        |                     |
| Burquina Fasso       | Awa Bamogo                                              |                                                             |                     |
| Bélgica              | Jesse Vandenbulcke (Doltcini-Van Eyck Sport)            | Lotte Kopecky (Lotto Soudal Ladies)                         |                     |
| Canadá               | Karol-Ann Canuel (Boels Dolmans)                        | Leah Kirchmann (Sunweb)                                     |                     |
| Cazaquistão          | Svetlana Pachshenko (Astana Women's Team)               | Makhabbat Umutzhanova (Astana Women's Team)                 |                     |
| Chile                | Denisse Ahumada                                         | Constanza Paredes                                           |                     |
| China                |                                                         | Leung Wing Yee                                              |                     |
| Chipre               |                                                         | Antri Christoforou (Cogeas-Mettler-Look Pro Cycling Team)   |                     |
| Chéquia              | Tereza Neumanová (Team Dukla Praha)                     | Tereza Korvasova (Team Dukla Praha)                         |                     |
| Colômbia             | Liliana Moreno (Astana Women's Team)                    | Serika Gulumá (Boyacá Raza de Campeones)                    |                     |
| Coreia do Sul        |                                                         | Lee Ju-mi                                                   |                     |
| Costa Rica           |                                                         | Maria Jose Vargas (Swapit Agolico)                          |                     |
| Croácia              | Maja Perinovic (Top Girls Fassa Bortolo)                | Mia Radotić (BTC City Ljubljana)                            |                     |
| Cuba                 | Arlenis Sierra (Astana Women's Team)                    | Arlenis Sierra (Astana Women's Team)                        |                     |
| Curaçau              | Lisa Groothuesheidkamp (Watersley International)        | Lisa Groothuesheidkamp (Watersley International)            |                     |
| Dinamarca            | Amalie Dideriksen (Boels Dolmans)                       | Louise Hansen (Virtu Cycling Women)                         |                     |
| El Salvador          | Ana Estrada                                             | Xenia Estrada                                               |                     |
| Equador              | Miryam Nuñez (Swapit Agolico)                           | Miryam Nuñez (Swapit Agolico)                               |                     |
| Eritreia             | Danait Fitsum                                           | Desiet Kidane (World Cycling Centre)                        |                     |
| Eslováquia           | Alžbeta Bačíková                                        | Tatiana Jaseková                                            |                     |
| Eslovénia            | Eugenia Bujak (BTC City Ljubljana)                      | Eugenia Bujak (BTC City Ljubljana)                          |                     |
| Espanha              | Lourdes Oyarbide (Movistar Team)                        | Sheyla Gutiérrez (Movistar Team)                            |                     |
| Estados Unidos       | Joyce Calma                                             | Amber Neben (Cogeas-Mettler-Look Pro Cycling Team)          |                     |
| Estónia              | Liisa Ehrberg (Jos Feron Lady Force)                    | Liisi Rist                                                  |                     |
| Filipinas            | Marella Salamat                                         | Jermyn Prado                                                |                     |
| Finlândia            | Pia Pensaari                                            | Minna-Maria Kangas (Restore)                                |                     |
| França               | Jade Wiel (FDJ-Nouvelle Aquitaine-Futuroscope)          | Séverine Eraud (Doltcini-Van Eyck Sport)                    |                     |
| Grécia               | Argyro Milaki (Watersley International)                 | Michali Tsavari Eleni                                       |                     |
| Guatemala            | Gabriela Soto (Swapit Agolico)                          | Andrea Guillen                                              |                     |
| Hong Kong            | Yang Qianyu                                             |                                                             |                     |
| Hungria              | Zsófia Szabó (Health Mate-Ladies Team)                  | Veronika Kormos (Health Mate-Ladies Team)                   |                     |
| Irão                 | Somayeh Yazdani                                         | Somayeh Yazdani                                             |                     |
| Islândia             | Agusta Edda Bjornsdóttir                                | Agusta Edda Bjornsdóttir                                    |                     |
| Israel               | Omer Shapira (Canyon-SRAM Racing)                       | Rotem Gafinovitz (Canyon-SRAM Racing)                       |                     |
| Itália               | Marta Bastianelli (Virtu Cycling Women)                 | Elena Cecchini (Canyon-SRAM Racing)                         |                     |
| Japão                | Eri Yonamine (Alé Cipollini)                            | Eri Yonamine (Alé Cipollini)                                |                     |
| Letónia              | Lija Laizāne (Eneicue)                                  | Dana Rožlapa                                                |                     |
| Lituânia             | Silvija Latožaitė                                       | Kataržina Sosna                                             |                     |
| Luxemburgo           | Christine Majerus (Boels Dolmans)                       | Christine Majerus (Boels Dolmans)                           |                     |
| Macedónia do Norte   | Anita Velickovska                                       | Aneta Antovska                                              |                     |
| Malásia              | Jupha Somnet                                            | Nur Aisyah Mohamad Zubir                                    |                     |
| Marrocos             | Fatima El Hayani                                        | Fatima El Hayani                                            |                     |
| Mongólia             | Anujin Jinjiibadam                                      | Solongo Tserenlkham                                         |                     |
| México               | Anet Barrera Esparza (Swapit Agolico)                   | Andrea Ramírez Fregoso (Swapit Agolico)                     |                     |
| Namíbia              | Vera Adrian (Remax Cycling Team)                        | Vera Adrian (Remax Cycling Team)                            |                     |
| Noruega              | Ingrid Lorvik (Hitec Products-Birk Sport)               | Vita Heine (Hitec Products-Birk Sport)                      |                     |
| Nova Zelândia        | Georgia Christie (Mike Greer Homes Womens Cycling Team) | Georgia Williams (Mitchelton-Scott)                         |                     |
| Panamá               | Shaina Rodriguez                                        | Argelis Judith Bernal                                       |                     |
| Paraguai             | Silvia Rodas                                            | Silvia Rodas                                                |                     |
| Países Baixos        | Lorena Wiebes (Parkhotel Valkenburg)                    | Annemiek van Vleuten (Mitchelton-Scott)                     |                     |
| Polónia              | Łucja Pietrzak (Mat Atom Deweloper)                     | Anna Plichta (Trek-Segafredo)                               |                     |
| Porto Rico           | Donelys Carino Rivera                                   | Donelys Carino Rivera                                       |                     |
| Portugal             | Daniela Reis (Doltcini-Van Eyck Sport)                  | Daniela Reis (Doltcini-Van Eyck Sport)                      |                     |
| Reino Unido          | Alice Barnes (Canyon-SRAM Racing)                       | Alice Barnes (Canyon-SRAM Racing)                           |                     |
| República Dominicana | Juana Fernández                                         | Juana Fernández                                             |                     |
| República da Irlanda | Alice Sharpe (World Cycling Centre)                     | Kelly Murphy (Storey Racing)                                |                     |
| Roménia              | Ana Maria Covrig (Eurotarget-Bianchi-Vitasana)          | Ana Maria Covrig (Eurotarget-Bianchi-Vitasana)              |                     |
| Ruanda               | Valantine Nzayisenga                                    | Josiane Mukashema                                           |                     |
| Rússia               | Aleksandra Goncharova (Servetto-Piumate-Beltrami TSA)   | Anastasiia Pliaskina (Cogeas-Mettler-Look Pro Cycling Team) |                     |
| Singapura            | Chelsie Tan                                             | Yi Wei Luo                                                  |                     |
| Suécia               | Lisa Nordén                                             | Lisa Nordén                                                 |                     |
| Suíça                | Marlen Reusser (World Cycling Centre)                   | Marlen Reusser (World Cycling Centre)                       |                     |
| Sérvia               | Jelena Erić (Alé Cipollini)                             | Jelena Erić (Alé Cipollini)                                 |                     |
| Taiwan               | Huang Ting-ying                                         | Huang Ting-ying                                             |                     |
| Tunísia              | Tasnime Gharbi                                          | Tasnime Gharbi                                              |                     |
| Ucrânia              | Olga Shekel (Astana Women's Team)                       | Valeriya Kononenko (Lviv Cycling Team)                      |                     |
| Venezuela            | Wilmarys Moreno                                         | Wilmarys Moreno                                             |                     |
| Zimbábue             | Skye Davidson                                           | Skye Davidson                                               |                     |
| África do Sul        | Ashleigh Moolman Pasio (CCC-Liv)                        | Liezel Helena Jordaan                                       |                     |
| Áustria              | Anna Kiesenhofer                                        | Anna Kiesenhofer                                            |                     |

### Homens Sub-23
São esperanças os corredores nascidos após 1 de janeiro de 1996. Não obstante certas federações não admitem certos corredores esperanças nesta categoria em funções do estatuto da sua equipa.
| País                 | Corrida em linha                                                    | Contrarrelógio                                         |
| -------------------- | ------------------------------------------------------------------- | ------------------------------------------------------ |
| África do Sul        | Marc Pritzen (Oficio Guru)                                          | Byron Munton (AlfaBodyWorks-Giant)                     |
| Albânia              | Klidi Jaku (Maltinti Lampadari-Banca di Cambiano)                   | Klidi Jaku (Maltinti Lampadari-Banca di Cambiano)      |
| Argélia              | Oussama Cheblaoui (Agrupamento desportista dos petroleiros Argélia) | Hamza Mansouri (Sovac)                                 |
| Alemanha             | Leon Heinschke (Sunweb Development)                                 | Miguel Heidemann (Herrmann Radteam)                    |
| Angola               | Bruno Araújo (BAI-Sicasal-Petro de Luanda)                          | Gabriel Escola (BAI-Sicasal-Petro de Luanda)           |
| Argentina            | Nehuén Bazán (Start)                                                | Agustín Martínez (Cidade de Chivilcoy)                 |
| Austrália            | Nicholas White (BridgeLane)                                         | Liam Magennis (Drapac-Cannondale Holistic Development) |
| Áustria              | Tobias Bayer (Tirol-KTM)                                            | Patrick Gamper (Tirol-KTM)                             |
| Bélgica              | Florian Vermeersch (Lotto-Soudal U23)                               | Brent Van Moer (Lotto-Soudal U23)                      |
| Bermudas             |                                                                     | Kaden Hopkins (Winners Edge)                           |
| Bielorrússia         | Yagor Shpakovski (Bricquebec Cotentin)                              | Ilya Volkau (Belarusian CF)                            |
| Brasil               | Vitor Zucco (CCB Racing)                                            | Gabriel Silva (Black Arrow)                            |
| Burkina Faso         | Paul Daumont (AS Bessel)                                            |                                                        |
| Canadá               | Nickolas Zukowsky (Floyd's Pro Cycling)                             | Adam Roberge (Elevate-KHS)                             |
| Chile                | Nicolás Cabrera (Bike Chile)                                        | Diego Ferreyra (ADR Cheiram)                           |
| 2019\|Colômbia       | Harold Tejada (Medellín)                                            | Harold Tejada (Medellín)                               |
| Costa Rica           | John Jiménez (Investimentos Kresco)                                 | Gabriel Rojas (Aevolo)                                 |
| Croácia              | Viktor Potočki (Liubliana Gusto Santic)                             | Viktor Potočki (Liubliana Gusto Santic)                |
| Cuba                 |                                                                     | Luis Ramírez (Guantánamo)                              |
| Dinamarca            | Frederik Madsen (ColoQuick)                                         | Johan Price-Pejtersen (ColoQuick)                      |
| Equador              | Benjamín Quinteros (Movistar Team Equador)                          | Lenín Montenegro (Movistar Team Equador)               |
| Eritréia             | Natnael Tesfatsion (Dimention Data-Qhubeka)                         | Biniyam Ghirmay (Centre mondial du cyclisme)           |
| Espanha              | Carmelo Urbano (Caja Rural-Seguros RGA amador)                      | Xabier Azparren (Laboral Kutxa)                        |
| Estónia              | Karl Patrick Lauk (Continental Groupama-FDJ)                        | Karl Patrick Lauk (Continental Groupama-FDJ)           |
| Estados Unidos       | Lance Haidet (Aevolo)                                               | Ian Garrison (Hagens Berman-Axeon)                     |
| Finlândia            | Antti-Jussi Juntunen (Turun Urheiluliitto)                          | Ukko Peltonen (TWD-Länken)                             |
| França               | Théo Delacroix (CC Étupes)                                          | Thibault Guernalec (Arkéa-Samsic)                      |
| Grã-Bretanha         | Ethan Hayter (VC Londres)                                           | Charlie Quarterman (Holdsworth-Zappi)                  |
| Guatemala            | Rony Julajuj (Ópticas Deluxe-Ninosport)                             | Edgar Torres (Hino One La Red Tigo)                    |
| Honduras             | Luis López (Ópticas Deluxe-Ninosport)                               | Luis López (Ópticas Deluxe-Ninosport)                  |
| Hong Kong            |                                                                     | NG Pak Hang (HKSI)                                     |
| Hungria              | Gergely Szarka (Epronex-BSS Oil)                                    |                                                        |
| Irão                 | Mohammad Ganjkhanlou                                                | Amir Hossein Jamshidian                                |
| Irlanda              | Darragh O'Mahony (CC Nogent-sobre-Oise)                             | Michael O'Loughlin (Wiggins Le Col)                    |
| Israel               | Guy Leshem (TNT)                                                    | Alon Yogev (TACC)                                      |
| Itália               | Marco Frigo (Zalf Euromobil Desejada Fior)                          | Matteo Sobrero (Dimention Dato-Qhubeka)                |
| Japão                | Kosuke Takeyama (Ukyo)                                              | Shunsuke Imamura (Bridgestone)                         |
| Kosovo               | Samir Hasani (Trepça)                                               | Zani Sylhasi                                           |
| Letónia              | Alekss Jānis Ražinskis (RRS Purvciems)                              | Ēriks Toms Gavars (Amore & Vita-Prodir)                |
| Lituânia             | Rojus Adomaitis (Klaipėdá)                                          | Justas Beniušis (Klaipėdá)                             |
| Luxemburgo           | Ken Contar (Formação Chambéry CF)                                   | Kevin Geniets (Groupama-FDJ)                           |
| México               |                                                                     | Fernando Ilhas (Aevolo)                                |
| Moldávia             | Vladislav Korotas (GS Maglificio LB)                                |                                                        |
| Mongolia             | Bilguunjargal Erdenebat                                             | Tegshbayar Batsaikhan                                  |
| Namibia              | Alex Miller                                                         | Alex Miller                                            |
| Nicarágua            | Henry Vermelhas (Real Estelí)                                       |                                                        |
| Nova Zelândia        | James Fouché (Wiggins Le Col)                                       | James Fouché (Wiggins Le Col)                          |
| Panamá               | Carlos Samudio (Rali Claro)                                         | Carlos Samudio (Rali Claro)                            |
| Paraguai             | José Wilfrido González                                              | José Wilfrido González                                 |
| Países Baixos        | David Dekker (Metec-TKH-Mantel)                                     | Daan Hoole (SEG Racing Academy)                        |
| Peru                 | Robinson Ruiz                                                       |                                                        |
| Filipinas            | Ismael Gorospe Jr. (Go for Gold)                                    | Nichol Casal (Celeste Ciclos-Bianchi PH)               |
| Polónia              | Szymon Sajnok (CCC)                                                 | Szymon Sajnok (CCC)                                    |
| Portugal             | João Almeida (Hagens Berman-Axeon)                                  | João Almeida (Hagens Berman-Axeon)                     |
| República dominicana |                                                                     | Steven Polanco (Arco Íris)                             |
| República Checa      | Tomáš Barta (Tufo-Pardus Prostějov)                                 | Jakub Otruba (Elkov-Author)                            |
| Romênia              | Denis Vulcan (Giotti Victoria-Palomar)                              | Emil Dima (Giotti Victoria-Palomar)                    |
| Ruanda               | Moisés Mugisha (Fly Cycling Clube)                                  | Samuel Mugisha (Dimention Data-Qhubeka)                |
| El Salvador          | Bryan Mendoza                                                       | Bryan Mendoza                                          |
| Singapura            |                                                                     | Luqmanul Hakim Bin Othman                              |
| Eslováquia           | Samuel Ouros (Dukla Banská Bystrica)                                | Martin Vlčák (Dukla Banská Bystrica)                   |
| Eslovénia            | Tadej Pogačar (UAE Team Emirates)                                   | Tadej Pogačar (UAE Team Emirates)                      |
| Suécia               | Erik Bergström Frisk (Memil)                                        |                                                        |
| Suíça                | Mauro Schmid (Swiss Racing Academy)                                 | Stefan Bissegger (Swiss Racing Academy)                |
| Taiwan               |                                                                     | Chen Cão Col                                           |
| Trinidad e Tobago    | Tyler Escola (DPS)                                                  | Tyler Escola (DPS)                                     |
| Turquia              | Halil İbrahim Doğano (Salcano Sakarya BB)                           | Mehmet Erken (Pamukkale Gençlik SK)                    |
| Ucrânia              | Vladyslav Soltasiuk (Kyiv)                                          | Vladyslav Soltasiuk (Kyiv)                             |
| Uruguai              | Bruno Santa (Cidade do Prata)                                       | Agustín Alonso (Juventude das Pedras)                  |
| Venezuela            | Jesús Villegas (Gobernación de Miranda-Trek)                        | Omar Ruiz (Venezuela País de Futuro)                   |